# 三菱電線工業
三菱電線工業株式会社（みつびしでんせんこうぎょう）は、三菱グループの電線メーカーで、東京都千代田区に本社を置く企業である。三菱マテリアルの完全子会社。
以前は電線業界大手6社（住友電工・古河電工・フジクラ・日立金属・昭和電線・三菱電線）の一角であった。電線・ケーブル事業の他、光ファイバ関連製品、LAN製品、無線関連製品、シール部品（Oリング等）の事業も展開している。
かつては三菱金曜会及び三菱広報委員会に加盟していたが、現在はいずれも退会している。

## 沿革
- 1907年（明治40年）- 日本電線製造合資會社が創業
- 1917年（大正6年）- 日本電線製造株式會社を設立。
- 1931年（昭和6年）- 大日電線株式會社に商号変更。
- 1949年（昭和24年）- 東京証券取引所に上場。
- 1964年（昭和39年）- 大日電線株式會社と日本電線株式会社が合併。商号を大日日本電線株式会社とする。
- 1986年（昭和61年）- 三菱鉱業セメント（現・三菱マテリアル）が経営参加し、三菱電線工業株式会社に商号変更。
- 1987年（昭和62年）- 旧・川崎工場跡地に川崎ルフロンを開業させる。
- 2002年（平成14年）- 昭和電線電纜と電力用電線事業を統合・合併、エクシムを設立。
- 2003年（平成15年）- 川崎ルフロンの所有権を三菱地所に売却[4]。
- 2005年（平成17年）- フジクラと西日本電線との三社合弁により、フジクラ・ダイヤケーブルを設立。
- 2006年（平成18年）- 菱星電装株式会社を吸収合併（自動車用コネクタ製造会社）。
- 2007年（平成19年）- 創業100周年を迎える。
- 2009年（平成21年）- 電装部品事業の国内拠点再編により、3月に練馬事務所・茅野工場を閉鎖、9月に泉崎工場を閉鎖。
- 2010年（平成22年）- 三菱マテリアルの完全子会社となり上場廃止。
- 2012年（平成24年）- 電装部品事業を古河電気工業及び古河ASへ事業譲渡し、自動車用電線、コネクタ事業から撤退。
- 2016年（平成28年）- 産業用電線製造事業をフジクラ・ダイヤケーブルへ統合。
- 2018年 (平成30年) - 品質データ不正問題で東京地検特捜部が三菱電線工業を法人として在宅起訴した。

## 関連会社
- 三菱電線工業販売株式会社
- 菱星システム株式会社
- 菱星機工株式会社
- 株式会社ダイヤレックス
- 株式会社フジクラ・ダイヤケーブル

- アメリカ
  - MITSUBISHI CABLE AMERICA,INC.
- 中国 
  - 菱星密封件（大連）有限公司
  - 上海菱秀商貿有限公司

## 主要製造拠点
- 尼崎事業所
- 箕島製作所

かつては、伊丹市（現在のイオンモール伊丹昆陽）に伊丹製作所が所在していた。